# Фінал кубка СРСР з футболу 1981
40-й фінал кубка СРСР з футболу відбувся на Центральному стадіоні в Москві 9 травня 1981 року. У грі взяли участь московський «Спартак» і ростовський СКА. У першому таймі «спартаківець» Олександр Мірзоян влучив з пенальті у штангу. За шість хвилин до завершення матчу переможний гол забив Сергій Андрєєв. Обслуговував поєдинок рефері з Івано-Франківська — Мирослав Ступар.

## Претенденти
«Спартак» (Москва)
- Чемпіон СРСР (10): 1936 (o), 1938, 1939, 1952, 1953, 1956, 1958, 1962, 1969, 1979.
- Володар кубка СРСР (9): 1938, 1939, 1946, 1947, 1950, 1958, 1963, 1965, 1971.

СКА (Ростов-на-Дону)
- Віце-чемпіон (1): 1966
- Фіналіст кубка СРСР (2): 1969, 1971

## Деталі матчу
| 9 травня 1981 |

| СКА         | 1 – 0 | «Спартак» |
| ----------- | ----- | --------- |
| Андрєєв 85' | Звіт  |           |

| Центральний стадіон (Москва) Глядачів: 81 250 Арбітр: Мирослав Ступар (Івано-Франківськ) |

| СКА               |                      |    |     |
|                   |                      |    |     |
| ВР                | Віктор Радаєв        |    |     |
| ЗХ                | Сергій Яшин          |    |     |
| ЗХ                | Олександр Андрющенко |    |     |
| ЗХ                | Наіль Курятников     |    |     |
| ЗХ                | Валерій Зуєв         |    |     |
| ПЗ                | Павло Гусєв          |    |     |
| ПЗ                | Микола Романчук      |    | 61' |
| НП                | Сергій Андрєєв       |    |     |
| НП                | Олександр Заваров    |    | 90' |
| ПЗ                | Ігор Гамула          |    |     |
| ЗХ                | В'ячеслав Дектерьов  | ?' | 58' |
| Заміни:           |                      |    |     |
| ЗХ                | Валерій Гончаров     |    | 58' |
| НП                | Олександр Воробйов   |    | 61' |
| НП                | Валерій Березін      |    | 90' |
| Тренер:           |                      |    |     |
| Володимир Федотов |                      |    |     |

| СПАРТАК          |                      |     |
|                  |                      |     |
| ВР               | Рінат Дасаєв         |     |
| ЗХ               | Володимир Сочнов     |     |
| ЗХ               | Олександр Мірзоян    |     |
| ЗХ               | Геннадій Морозов     |     |
| ЗХ               | Віктор Самохін       |     |
| ПЗ               | Сергій Шавло         |     |
| ПЗ               | Сергій Швецов        | 65' |
| ПЗ               | Едгар Гесс           |     |
| НП               | Юрій Гаврилов        |     |
| НП               | Федір Черенков       |     |
| НП               | Євген Сидоров        | 65' |
| Заміни:          |                      |     |
| НП               | Олександр Калашников | 65' |
| НП               | Сергій Родіонов      | 65' |
| Тренер:          |                      |     |
| Костянтин Бєсков |                      |     |